# Raión de Ustye-Kúbenskoye
El raión de Ustye-Kúbenskoye (ruso: Усть-Ку́бинский райо́н) es un distrito administrativo (raión) ruso perteneciente a la óblast de Vólogda. Se ubica en el centro-oeste de la óblast. Su capital es Ustye-Kúbenskoye.
En 2023, el raión tenía una población de 7373 habitantes. Se extiende de forma alargada de norte a sur, y comprende las áreas rurales ubicadas entre 10 km al sur del lago Vozhe y 30 km al norte de la capital regional Vólogda. La costa oriental del lago Kúbenskoye pertenece a este raión.

## Subdivisiones
Comprende 233 localidades rurales. Tal solo dos de ellas superan los quinientos habitantes, y más de la mitad de la población del raión vive en la capital distrital. Debido a esta estructura de la población, desde 2022 el autogobierno local del raión toma la forma jurídica de ókrug municipal, de forma que un solo ayuntamiento con sede en Ustye-Kúbenskoye ejerce su jurisdicción sobre todo el raión.
Antes de 2022, el raión se dividía en cuatro asentamientos rurales: Bogoródskoye, Vysókoye, "Tróitskoye" (con capital en Berezhnoye) y la capital distrital Ustye-Kúbenskoye.